# Michael Chandler
Michael Chandler Jr. (High Ridge, 24 aprile 1986) è un lottatore di arti marziali miste statunitense.
Combatte nella divisione dei pesi leggeri per l'organizzazione UFC, precedentemente ha combattuto per l'organizzazione Bellator, nella quale è stato campione di categoria dal 2011 al 2013, vincendo il titolo e poi perdendolo in entrambe le situazioni contro Eddie Alvarez; ha vinto anche il torneo Bellator della quarta stagione ed ha lottato per il titolo sia ad interim che quello di campione indiscusso nel 2014 venendo sconfitto entrambe le volte da Will Brooks.
Nel 2011 venne indicato da MMARanked.com come il 31-esimo miglior prospetto delle MMA.

## Lotta libera a scuola
Chandler è stato un wrestler di successo durante il suo periodo da studente, arrivando secondo nel campionato della Missouri State High School, venendo votato miglior lottatore e entrando nella All-St. Louis Team.
Una volta entrato nell'Università del Missouri, Chandler proseguì la sua carriera da lottatore prendendo parte a quattro tornei NCAA e vincendo 100 incontri durante la sua militanza scolastica.
È stato per cinque volte un all-american.

## Caratteristiche tecniche
Fighter dal fisico brevilineo ma dotato di grandissima reattività e potenza, sfrutta le sue abilità nel wrestling per portare l'avversario a terra ed è dotato di un ottimo knockout power. Viene spesso contestato il suo stile di combattimento, ritenuto dai fan troppo selvaggio, infatti Chandler tende a sacrificarsi per il pubblico producendo combattimenti spettacolari che molte volte gli sono costati la vittoria. 

## Carriera nelle arti marziali miste

### Strikeforce
L'esordio di Chandler nelle arti marziali miste è datato 8 agosto 2009 e trattasi di un primo incontro da professionista nel proprio stato, il Missouri.
Subito dopo quell'incontro Chandler viene messo sotto contratto dalla prestigiosa organizzazione Strikeforce.
Qui combatte due incontri vincendoli entrambi, uno per KO ed uno per sottomissione.

### Bellator Fighting Championships
Nel 2010 Chandler firma un contratto con la Bellator, al tempo considerata la più grande organizzazione che prevedesse tornei ad eliminazione diretta; entra nella terza stagione della promozione, stagione che non prevedeva tornei per i pesi leggeri.
In questa stagione Chandler combatte due incontri, entrambi vinti al primo round, portando così il suo bottino personale di carriera a 5 vittorie e 0 sconfitte, e nessuna di queste vittorie per decisione dei giudici di gara.
Nella successiva stagione, la quarta della storia della Bellator e la prima dell'anno 2011, Chandler ha la possibilità di prendere parte al torneo dei pesi leggeri, torneo che decreterà il primo contendente al neonato titolo dei pesi leggeri Bellator.
Nei quarti di finale si sbarazza in un solo round del polacco Marcin Held, campione in patria del torneo MMA Challengers 2.
In semifinale fatica di più contro Lloyd Woodard, arrivando per la prima volta nella sua carriera ad una vittoria ai punti, seppur per decisione unanime.
La finalissima è contro il brasiliano Patricky Freire, contro il quale Chandler strappa un'altra vittoria per decisione unanime dei giudici: vince così il torneo dei pesi leggeri Bellator, il terzo organizzato dalla Bellator nella sua storia.
Nel novembre 2011, durante la quinta stagione, può così affrontare il campione in carica dei pesi leggeri Eddie Alvarez, vincitore del torneo della prima stagione e vittorioso nella prima difesa del titolo contro Pat Curran.
Dopo tre round di intensa lotta, Chandler riesce a far valere il suo ottimo grappling e durante la quarta ripresa sottomette Alvarez con una tecnica di strangolamento, vincendo l'incontro e divenendo il secondo campione dei pesi leggeri nella storia della Bellator.
Grazie a quella vittoria Chandler venne premiato Lottatore dell'anno da Sherdog.com e il suo combattimento contro Alvarez venne indicato come il Combattimento dell'anno da Yahoo! Sports; al tempo era anche uno dei pochissimi top 10 dei pesi leggeri a non combattere per una delle organizzazioni della Zuffa.
Per la prima difesa del suo titolo Chandler restò quindi in attesa del vincitore del torneo dei pesi leggeri della sesta stagione Bellator.
Nel frattempo in un incontro non valido per la cintura mette KO l'ex lottatore della Pride Akihiro Gono in meno di un minuto, portando il proprio record personale a 10-0; dopo quell'incontro Gono annunciò il ritiro dalle arti marziali miste.
La prima difesa del titolo vide Chandler affrontare l'ex judoka olimpico Rick Hawn, vincitore del torneo della sesta stagione: Chandler fu fautore di un'altra grande prestazione, sottomettendo il rivale nel corso della seconda ripresa e riconfermandosi come uno dei lottatori più forti del mondo nella sua categoria di peso.
In luglio, a pochi giorni dalla sua seconda difesa del titolo, Chandler firmò un nuovo contratto con la Bellator valido per otto incontri; difese con successo la cintura contro David Rickels con un veloce KO.

#### Perdita del titolo e ritorno
In novembre viene data la possibilità all'ex campione Eddie Alvarez di prendersi una rivincita contro Chandler: in un incontro combattuto e spettacolare due giudici su tre diedero la vittoria ad Alvarez, mettendo così fine al regno da campione imbattuto di Michael Chandler.
La terza sfida tra i due rivali avrebbe dovuto svolgersi nel maggio 2014 con il primo evento pay per view della Bellator dopo che il primo tentativo con l'evento Bellator CVI fallì a causa di forfait da parte di alcuni protagonisti della card: questa volta fu il campione in carica Eddie Alvarez a non prendere parte all'evento, venendo sostituito dal vincitore del torneo della nona stagione Will Brooks in un incontro valido per il titolo ad interim: Chandler appare dominante nei primi due round, ma dalla terza ripresa Brooks nega la lotta del nativo del Missouri e lo controlla più volte dalla schiena, realizzando un clamoroso upset con due giudici su tre che danno la vittoria 48-47 al rivale, negandogli così la terza sfida contro Eddie Alvarez.
Successivamente il campione Eddie Alvarez passò in UFC e così venne organizzato il rematch tra Chandler e Will Brooks per il titolo di campione indiscusso dei pesi leggeri Bellator: Chandler venne sconfitto nuovamente e per la prima volta in carriera venne finalizzato per KO tecnico, subendo la terza debacle consecutiva.
A giugno del 2015 affrontò Derek Campos. Dopo aver dominato l'inizio dell'incontro in piedi, effettuando anche un knockdown ai danni dell'avversario, Chandler ottenne la vittoria per sottomissione al primo round.
A novembre dovette affrontare per la seconda volta David Rickles all'evento Bellator 145. Vinse l'incontro per KO tecnico al secondo round.

#### Secondo titolo dei Pesi Leggeri
Nel maggio del 2016, il presidente della Bellator Scott Coker diede a Chandler una seconda possibilità di affrontare Patricky Freire all'evento Bellator 157, in un match valido per il titolo vacante dei pesi leggeri Bellator reso vacante dall'ex campione Will Brooks che lasciò la promozione. Chandler vinse il titolo battendo il suo avversario per KO al primo round.

## Risultati nelle arti marziali miste
| Risultato | Record | Avversario            | Metodo                                     | Evento                                     | Data              | Round | Tempo | Città                                     | Note                                                  |
| --------- | ------ | --------------------- | ------------------------------------------ | ------------------------------------------ | ----------------- | ----- | ----- | ----------------------------------------- | ----------------------------------------------------- |
| Sconfitta | 23-10  | Paddy Pimblett        | KO tecnico (gomitate)                      | UFC 314: Volkanovski vs. Lopes             | 13 aprile 2025    | 3     | 3:07  | Las Vegas, Stati Uniti                    |                                                       |
| Sconfitta | 23-9   | Charles Oliveira      | Decisione (unanime)                        | UFC 309: Jones vs. Miocic                  | 16 novembre 2024  | 5     | 5:00  | New York, Stati Uniti                     | Fight of the Night                                    |
| Sconfitta | 23-8   | Dustin Poirier        | Sottomissione (rear naked choke)           | UFC 281: Adesanya vs. Pereira              | 12 novembre 2022  | 3     | 2:00  | New York, Stati Uniti                     |                                                       |
| Vittoria  | 23-7   | Tony Ferguson         | KO (Front kick)                            | UFC 274: Oliveira vs. Gaethje              | 7 maggio 2022     | 2     | 0:17  | Phoenix, Stati Uniti                      | Performance of the Night                              |
| Sconfitta | 22-7   | Justin Gaethje        | Decisione (unanime)                        | UFC 268: Usman vs. Covington 2             | 6 novembre 2021   | 3     | 5:00  | New York, Stati Uniti                     | Fight of the Night                                    |
| Sconfitta | 22-6   | Charles Oliveira      | KO tecnico (pugni)                         | UFC 262: Oliveira vs. Chandler             | 15 maggio 2021    | 2     | 0:19  | Houston, Stati Uniti                      | Per il titolo dei pesi leggeri UFC                    |
| Vittoria  | 22-5   | Dan Hooker            | KO tecnico (pugni)                         | UFC 257: Poirier vs. McGregor 2            | 24 gennaio 2021   | 1     | 2:30  | Isola Yas, Abu Dhabi, Emirati Arabi Uniti | Debutto in UFC. Performance of the Night.             |
| Vittoria  | 21-5   | Benson Henderson      | KO (pugni)                                 | Bellator 243                               | 7 agosto 2020     | 1     | 2:09  | Uncasville, Stati Uniti                   |                                                       |
| Vittoria  | 20-5   | Sidney Outlaw         | KO (pugni)                                 | Bellator 237                               | 29 dicembre 2019  | 1     | 2:59  | Saitama, Giappone                         | Incontro catchweight (160 lbs)                        |
| Sconfitta | 19-5   | Patrício Freire       | KO tecnico (pugni)                         | Bellator 221                               | 11 maggio 2019    | 1     | 1:01  | Rosemont, Stati Uniti                     | Perde il titolo pesi leggeri Bellator                 |
| Vittoria  | 19-4   | Brent Primus          | Decisione (unanime)                        | Bellator 212                               | 14 dicembre 2018  | 5     | 5:00  | Honolulu, Stati Uniti                     | Vince il titolo pesi leggeri Bellator                 |
| Vittoria  | 18-4   | Brandon Girtz         | Sottomissione tecnica (arm-triangle choke) | Bellator 197                               | 13 aprile 2018    | 1     | 4:00  | Saint Charles, Stati Uniti                |                                                       |
| Vittoria  | 17-4   | Goiti Yamauchi        | Decisione (unanime)                        | Bellator 192                               | 20 gennaio 2018   | 3     | 5:00  | Inglewood, Stati Uniti                    |                                                       |
| Sconfitta | 16-4   | Brent Primus          | KO tecnico (infortunio alla gamba)         | Bellator 180                               | 24 giugno 2017    | 1     | 2:22  | New York City, Stati Uniti                | Perde il titolo pesi leggeri Bellator                 |
| Vittoria  | 16-3   | Benson Henderson      | Decisione (non unanime)                    | Bellator 165                               | 19 novembre 2016  | 5     | 5:00  | San Jose, Stati Uniti                     | Difende il titolo pesi leggeri Bellator               |
| Vittoria  | 15-3   | Patricky Freire       | KO (pugno)                                 | Bellator 157                               | 24 giugno 2016    | 1     | 2:14  | Saint Louise, Stati Uniti                 | Vince il titolo pesi leggeri Bellator                 |
| Vittoria  | 14-3   | David Rickels         | KO Tecnico (pugni)                         | Bellator 145                               | 6 novembre 2015   | 2     | 3:05  | Saint Louis, Stati Uniti                  |                                                       |
| Vittoria  | 13-3   | Derek Campos          | Sottomissione (rear naked choke)           | Bellator: Unfinished Business              | 20 giugno 2015    | 1     | 2:17  | Saint Louis, Stati Uniti                  |                                                       |
| Sconfitta | 12-3   | Will Brooks           | KO Tecnico (pugni)                         | Bellator CXXXI                             | 15 novembre 2014  | 4     | 3:48  | San Diego, Stati Uniti                    | Per il titolo dei Pesi Leggeri Bellator               |
| Sconfitta | 12-2   | Will Brooks           | Decisione (non unanime)                    | Bellator CXX                               | 17 maggio 2014    | 5     | 5:00  | Southaven, Stati Uniti                    | Per il titolo dei Pesi Leggeri Bellator ad Interim    |
| Sconfitta | 12-1   | Eddie Alvarez         | Decisione (non unanime)                    | Bellator CVI                               | 2 novembre 2013   | 5     | 5:00  | Long Beach, Stati Uniti                   | Perde il titolo dei Pesi Leggeri Bellator             |
| Vittoria  | 12-0   | David Rickels         | KO (pugni)                                 | Bellator XCVII                             | 31 luglio 2013    | 1     | 0:44  | Albuquerque, Stati Uniti                  | Difende il titolo dei Pesi Leggeri Bellator           |
| Vittoria  | 11-0   | Rick Hawn             | Sottomissione (rear naked choke)           | Bellator LXXXV                             | 17 gennaio 2013   | 2     | 3:07  | Irvine, Stati Uniti                       | Difende il titolo dei Pesi Leggeri Bellator           |
| Vittoria  | 10-0   | Akihiro Gono          | KO Tecnico (pugni)                         | Bellator LXVII                             | 4 maggio 2012     | 1     | 0:56  | Rama, Canada                              |                                                       |
| Vittoria  | 9–0    | Eddie Alvarez         | Sottomissione (rear naked choke)           | Bellator LVIII                             | 19 novembre 2011  | 4     | 3:06  | Hollywood, Stati Uniti                    | Vince il titolo dei Pesi Leggeri Bellator             |
| Vittoria  | 8–0    | Patricky Freire       | Decisione (unanime)                        | Bellator XLIV                              | 14 maggio 2011    | 3     | 5:00  | Atlantic City, Stati Uniti                | Vince il torneo dei Pesi Leggeri Bellator IV          |
| Vittoria  | 7–0    | Lloyd Woodard         | Decisione (unanime)                        | Bellator XL                                | 9 aprile 2011     | 3     | 5:00  | Newkirk, Stati Uniti                      | Torneo dei Pesi Leggeri Bellator IV, Semifinale       |
| Vittoria  | 6–0    | Marcin Held           | Sottomissione (triangolo di braccio)       | Bellator XXXVI                             | 12 marzo 2011     | 1     | 3:56  | Shreveport, Stati Uniti                   | Torneo dei Pesi Leggeri Bellator IV, Quarti di finale |
| Vittoria  | 5–0    | Chris Page            | Sottomissione (ghigliottina)               | Bellator XXXII                             | 14 ottobre 2010   | 1     | 0:57  | Kansas City, Stati Uniti                  |                                                       |
| Vittoria  | 4–0    | Scott Stapp           | KO Tecnico (pugni)                         | Bellator XXXI                              | 30 settembre 2010 | 1     | 1:57  | Lake Charles, Stati Uniti                 | Debutto in Bellator                                   |
| Vittoria  | 3–0    | Sal Woods             | Sottomissione (rear naked choke)           | Strikeforce: Heavy Artillery               | 15 maggio 2010    | 1     | 0:59  | Saint Louis, Stati Uniti                  |                                                       |
| Vittoria  | 2–0    | Richard Bouphanouvong | KO Tecnico (pugni)                         | Strikeforce Challengers: Woodley vs. Bears | 21 novembre 2009  | 2     | 2:07  | Kansas City, Stati Uniti                  | Debutto in Strikeforce                                |
| Vittoria  | 1–0    | Kyle Swadley          | KO Tecnico (pugni)                         | First Blood                                | 8 agosto 2009     | 1     | 3:30  | Lake Ozark, Stati Uniti                   |                                                       |